# 坂本あけみ
坂本 あけみ（さかもと あけみ、1966年6月11日 - ）は、日本の元女子プロレスラー。身長164cm、体重82kg、血液型O型で、大阪府大阪市出身である。

## 経歴・戦歴
1985年
- 7月25日、神奈川・大和車体工業体育館において、岡林理恵と組み、対コンドル斎藤、永堀一恵戦でデビュー。
- 8月27日、シングルマッチで神崎文枝に敗れる。
- 9月22日、モニカ・カスティーリョ、コンドル斉藤と組み、永友香奈子、西脇充子、中島小百合と対戦する。この試合から極悪同盟に加入。
- 9月26日、コンドル斉藤、仲前芽久美、岩本久美子と組み、小倉由美、小松美加、永友香奈子、西脇充子と対戦する。
- 9月28日、コンドル斉藤、仲前芽久美と組み、小松美加、永友香奈子、西脇充子と対戦する。
- 10月2日、モニカ・カスティーリョ、コンドル斉藤、仲前芽久美と組み、永友香奈子、永堀一恵、西脇充子、堀田祐美子と対戦する。
- 10月4日、シングルマッチで堀田祐美子に敗れる。
- 10月7日、小倉由美、仲前芽久美と組み、永堀一恵、西脇充子、宇野久子と対戦する。
- 10月11日、仲前芽久美、岩本久美子と組み、西脇充子、宇野久子、中島小百合と対戦する。
- 10月25日、コンドル斉藤、仲前芽久美と組み、永友香奈子、永堀一恵、西脇充子と対戦する。
- 10月27日、新人王トーナメントの1回戦で中島小百合に勝つ。
- 10月31日、シングルマッチで浅生恭子に勝つ。
- 11月2日、シングルマッチで堀田祐美子に敗れる。
- 11月6日、シングルマッチで堀田祐美子に敗れる。
- 11月10日、新人王トーナメントの2回戦で石黒泰子に勝つ。
- 11月17日、シングルマッチで神崎文枝に勝つ。
- 11月19日、シングルマッチで宇野久子に敗れる。
- 11月20日、シングルマッチで堀田祐美子に敗れる。
- 11月21日、コンドル斉藤、仲前芽久美と組み、小倉由美、永友香奈子、永堀一恵と対戦する。
- 11月23日、シングルマッチで浅生恭子に敗れる。
- 11月25日、コンドル斉藤、仲前芽久美と組み、小倉由美、永友香奈子、永堀一恵と対戦する。
- 12月2日、イルマ・ゴンザレス、仲前芽久美と組み、小倉由美、小松美加、永友香奈子と対戦し、小松美加にフォールを奪われ敗戦。
- 12月4日、新人王トーナメントの準決勝で西脇充子に勝つ。
- 12月6日、シングルマッチで中島小百合に勝つ。
- 12月8日、シングルマッチで中島小百合に勝つ。
- 12月9日、シングルマッチで鈴木美香に勝つ。
- 12月10日、イルマ・ゴンザレス、コンドル斉藤と組み、永友香奈子、永堀一恵、西脇充子と対戦する。
- 12月12日、新人王トーナメントの決勝で宇野久子（北斗晶）に勝ち、新人王に輝く。

1986年
- 1月4日、ジーン・カークランドと組み、山崎五紀、立野記代と対戦し、山崎五紀にフォールを奪われ敗戦。
- 1月5日、岩本久美子と組み、宇野久子、西脇充子と対戦する。
- 1月6日、影かほると組み、宇野久子、西脇充子と対戦し、西脇充子にフォールを奪われ敗戦。
- 1月7日、ペニー・ミッチェルと組み、小倉由美、小松美加と対戦し、両軍リングアウトでドロー。
- 1月8日、ジーン・カークランド、影かほると組み、永堀一恵、西脇充子、鈴木美香と対戦する。
- 1月9日、ジーン・カークランド、影かほると組み、永堀一恵、宇野久子、西脇充子と対戦する。
- 1月10日、シングルマッチで鈴木美香に勝つ。
- 1月11日、仲前芽久美と組み、宇野久子、西脇充子と対戦し、西脇充子からフォールを奪い自軍を勝利に導く。
- 1月13日、コンドル斉藤と組み、デビル雅美、大森ゆかりと対戦し、デビル雅美にフォールを奪われ敗戦。
- 1月14日、影かほると組み、鈴木美香、中島小百合と対戦し、中島小百合からフォールを奪い自軍を勝利に導く。
- 1月15日、シングルマッチで石黒泰子に勝つ。
- 1月17日、シングルマッチで石黒泰子に敗れる。
- 1月20日、全日本タッグ選手権初代王座決定リーグ戦で仲前芽久美と組み、ブル中野、コンドル斉藤と対戦。初めて極悪同盟の同門対決を経験する。結果は仲前芽久美がブル中野に敗れ、敗戦。
- 1月21日、タッグマッチで影かほると組み、宇野久子、西脇充子と対戦する。
- 1月23日、タッグマッチでジーン・カークランドと組み、小倉由美、永友香奈子と対戦し、永友香奈子にフォールを奪われ敗戦。
- 1月24日、6人タッグながら初めてメインに出場し、ダンプ松本、ブル中野と組み、ライオネス飛鳥、山崎五紀、立野記代と対戦する。
- 1月25日、三重・名張市総合体育館にてジーン・カークランド、影かほると組み、小倉由美、永友香奈子、宇野久子と対戦する。この試合で左膝を負傷し、翌日以降の試合を欠場し、復帰はせずにそのまま廃業となった。

## タイトル歴
- 昭和60年度新人王